# مكتب أبحاث السوق البريطاني
كان مكتب أبحاث السوق البريطاني (BMRB Ltd) الذي يرجع تاريخه إلى عام 1933 أطول وكالة أبحاث تسويقية في بريطانيا. أجرت الشركة الأنواع التالية من الأبحاث: وسائل الإعلام، السياسة الاجتماعية والعامة، العملاء، والموظفين وغيره.